# لامپورکیو
لامپورکیو (به ایتالیایی: Lamporecchio) یک کومونه در ایتالیا است که در استان پیستویا واقع شده‌است.

## خصوصیات
لامپورکیو ۲۲٫۲ کیلومترمربع مساحت و ۷٬۰۷۸ نفر جمعیت دارد و ۵۶ متر بالاتر از سطح دریا واقع شده‌است.